# Calendarul elen antic
Diferitele calendare grecești antice au început în majoritatea statelor Greciei antice în perioada dintre toamnă și iarnă, cu excepția calendarului attic, care a început vara. 
Grecii, încă din vremea lui Homer, par să fi fost familiarizați cu împărțirea anului în cele douăsprezece luni lunare, dar nu este menționată nici o lună intercalară Embolimos sau zi, cu douăsprezece luni de 354 zile.  Independent de împărțirea unei luni în zile, a fost împărțit în perioade în funcție de creșterea și scăderea lunii. Astfel, prima zi sau luna nouă se numea Noumenia . Luna în care a început anul, precum și numele lunilor, erau diferite între state, iar în unele părți nici măcar nu au existat nume pentru luni, deoarece acestea s-au distins doar numeric, ca primul, al doilea, al treilea, al patra luna etc. 
O importanță primordială pentru reconstrucția calendarelor grecești regionale este calendarul lui Delfi, din cauza numeroaselor documente găsite acolo care înregistrează manumirea sclavilor, multe dintre acestea fiind datate atât în Delfi, cât și într-un calendar regional. 

## Calendare după regiune

### Aetolian
Lunile calendarului etiologic au fost prezentate de Daux (1932) pe baza argumentelor lui Nititsky (1901) bazate pe sincronismele din documentele de manumiere găsite la Delfi (datate din secolul al II-lea î.e.n.).  Numele lunii sunt: 
- Prokuklios - Προκύκλιος
- Athanaios - Ἀθαναίος
- Boukatios - Βουκάτιος
- Dios - Διός
- Euthaios - Ἑυθυαίος
- Homoloios - Ὁμολώιος
- Hermaios - Ἑρμαίος
- Dionusios - Διονύσιος
- Agueios - Ἀγύειος
- Hipodrom - Ἱπποδρόμιος
- Laphraios - Λαφραίος
- Panamos - Πάναμος

Luna intercalară a fost Dios, atestată ca Dios embolimos în SEG SVI 344, echivalent cu documentul delfian Poitropoios ho deuteros . Luna Boukatios corespunde lui luna delfiană a Daidaphorios, în timp ce luna delfiană a Boukatios este Aetolian Panamos . 

### Argolian
- Ermaios - Ερμαίος
- Arneios - Αρνείος
- Panamos - Πάναμος
- Aguieos - Αγυιέος
- Karneios - Κάρνειος

### Attic
- Hekatombaion - Ἑκατομβαιών
- Metageitnion - Μεταγειτνιών
- Boedromion - Βοηδρομιών
- Pyanepsie - Πυανεψιών
- Maimakterion - Μαιμακτηριών
- Poseideon - Ποσιδεών (mai târziu Ποσειδεών)
- Gamelion - Γαμηλιών
- Anthesterion - Ἀνθεστηριών
- Elaphebolion - Ἑλαφηβολιών
- Mounichion - Μουνυχιών (mai târziu Μουνιχιών)
- Thargelion - Θαργηλιών
- Skirophorion - Σκιροφοριών

### Boeotian
- Bucatios - Βουκάτιος
- Hermaios - Ἑρμαίος
- Prostaterios - Προστατήριος
- Agrionios - Ἀγριώνιος
- Homoloios - Ὁμολώιος
- Theilouthios - Θειλούθιος
- Hipodromi - Ἱπποδρόμιος
- Panamos - Πάναμος
- Pamboiotios - Παμβοιώτιος
- Damatrios - Δαμάτριος
- Alalkomenios sau Alkumenios - Ἀλαλκομένιος  sau Ἀλκυμένιος

### Calendarul mecanismului Antikythera
Calendarul mecanismului Antikythera (ce reprezintă un calendar corintian), unde lunile și ordinea lor este cunoscută din secvența de pe cadranul mecanismului Antikythera  
- Phoinikaios - Φοινικαίος
- Kraneios - Κράνειος
- Lanotropios, Heliotropios sau Haliotropios - Λανοτρόπιος
- Machaneus - Μαχανεύς
- Dodekateus - Δωδεκατεύς
- Eukleios - Εὔκλειος
- Artemisios - Ἀρτεμίσιος
- Psydreus - Ψυδρεύς
- Gamilios - Γαμείλιος
- Agrianios - Ἀγριάνιος
- Panamos - Πάναμος
- Apellaios - Ἀπελλαῖος

### Cretan
- Thesmophorion - Θεσμοφορίων
- Hermaios - Ἑρμαῖος
- Eimanios - Ιμάνιος
- Matarchios - Μετάρχιος
- Agyios - Αγύειος
- Dioskouros - Διόσκουρος
- Theodosios - Θεοδόσιος
- Pontios - Πόντιος
- Rhabinthios - Ραβίνθιος
- Hyperberetos - Υπερβερεταίος
- Necysios - Νεκύσιος
- Basilios - Βασίλειος

### Delfic
- Bucatios - Βουκάτιος
- Heraios - Ἡραίος
- Apellaios - Ἀπελλαίος
- Dadaphorios - Δαδαφόριος
- Poitropios - Ποιτρόπιος
- Bysios - Βύσιος
- Artemisios - Ἀρτεμίσιος
- Heracleios - Ἡράκλειος
- Boathoos - Βοαθόος
- Ilaios - Ιλαίος
- Theoxenios - Θεοξένιος

### Elian
- Apollonios - Ἀπολλώνιος
- Parthenios - Παρθένιος
- Alphioios - Ἀλφιοίος
- Athanaios - Ἀθαναίος
- Thuios - Θυΐος
- Diosthuos - Διόσθυος
- Elaphios - Ελάφιος

### Epidaurian
- Azosios - Αζόσιος
- Karneios - Κάρνειος
- Praratios - Πραράτιος
- Ermaios - Ερμαίος
- Gamos - Γάμος
- Telefoane - Τέλεος
- Posidaios - Ποσίδαιος
- Artamisios - Αρταμίσιος
- Agrianios - Αγριάνιος
- Panamos - Πάναμος
- Kuklios - Κύκλιος
- Apellaios - Απελλαίος

### Laconian
- Panamos - Πάναμος
- Herasios - Ἡράσιος
- Apellaios - Ἀπελλαίος
- Diosthyos - Διόσθυος
- Eleusinios - Ελευσίνιος
- Gerastios - Γεράστιος
- Artemisios - Ἀρτεμίσιος
- Delphinios - Δελφίνιος
- Phleiasios - Φλειάσιος
- Hecatombeus - Ἑκατομβεύς
- Karneios - Κάρνειος

### Locris
Sunt înregistrate o serie de calendare localiene, dar numai din secolul II î.Hr. Locrisul Ozolian, din motive practice, avea, de asemenea, un calendar federal care enumera pur și simplu lunile anului de la unu la doisprezece. Prima lună ( Protos ) corespunde lui luna delfiană Boukatios, iar celelalte luni corespund în ordine secvenței obișnuite a lunilor delfiene. Numele de lunilor separate sunt înregistrate din orașele locale Amphissa, Physkos, Oianthea, Tritea și Tolophon. 

### Macedonean
- Dios - Δίος
- Apellaios - Ἀπελλαῖος
- Audunaios sau Audnaios - Αὐδυναῖος sau Αὐδναῖος
- Peritios - Περίτιος
- Dystros - Δύστρος
- Xandikos sau Xanthikos - Ξανδικός sau Ξανθικός
- Artemisios sau Artamitios - Ἀρτεμίσιος sau Ἀρταμίτιος
- Daisios - Δαίσιος
- Panemos sau Panamos - Πάνημος sau Πάναμος
- Loios - Λώιος
- Gorpiaios - Γορπιαῖος
- Hyperberetaios - Ὑπερβερεταῖος

### Rhodian
în calendarul Rhodian 
- Agrianios - Ἀγριάνιος
- Badromios - Βαδρόμιος
- Theudasios - Θευδάσιος
- Dalios - Δάλιος
- Artamitios - Ἀρταμίτιος
- Embolimosul Panamos și Panamos - Πάναμος
- Pedageitnyos - Πεδαγειτνύος
- Hyacynthios - Ὑακίνθιος
- Karneios - Κάρνειος
- Thesmophorios - Θεσμοφόριος
- Sminthios - Σμίνθιος
- Diosthyos - Διόσθυος

### Sicilian
- Thesmophorios - Θεσμοφόριος
- Dalios - Δάλιος
- Agrianios - Αγριάνιος
- Theudasios - Θευδάσιος
- Artamitios - Αρτεμίτιος
- Badromios - Βαδρόμιος
- Hyacynthios - Ὑακίνθιος
- Carneios - Κάρνειος
- Panamos - Πάναμος

### Tesalian
Calendarul Tesaliei a fost standardizat doar în epoca romană. Anterior, toți cetățenii aveau propriile calendare pe baza festivalurilor respective. 
- Itonios - Ἰτῶνιος
- Panemos - Πάνημος
- Themistios - Θεμίστιος
- Agagylios - Ἀγαγύλιος
- Apollonios - Ἀπολλῶνιος
- Hermaios - Ἑρμαῖος
- Leschanorios - Λεσχανόριος
- Aphrios - Ἂφριος
- Thyios - Θυίος
- Homoloios - Ὁμολῶιος
- Hipodromi - Ἱπποδρόμιος
- Phyllikos - Φυλλικός

## Vezi si
- Astronomie greacă antică
- Calendarele romane, iuliene și bizantine, care au reușit acestea

### Citatele
1. ↑  Philip, Alexander (1921). The Calendar: Its History, Structure and Improvement. London: Fetter Lane, E.C.4: Cambridge University Press. p. 7.
2. ↑  cited after Samuel (1972:76f.)
3. ↑  Freeth, Tony; Jones, Alexander; Steele, John M.; Bitsakis, Yanis (31 iulie 2008). „Calendars with Olympiad display and eclipse prediction on the Antikythera Mechanism” (PDF). Nature. 454 (7204): 614–7. Bibcode:2008Natur.454..614F. doi:10.1038/nature07130. PMID 18668103. Accesat în 20 mai 2014.
4. ↑  Freeth, T (2009). „Decoding an Ancient Computer”. Scientific American. 301 (6): 76–83. Bibcode:2009SciAm.301f..76F. doi:10.1038/scientificamerican1209-76. PMID 20058643.
5. ↑  Samuel (1972:76f.)
6. ↑  Origines kalendarlae hellenicae
 by Edward Greswell
7. ↑  Cult and koinon in Hellenistic Thessaly by Denver Graninger, 87-114.